# Giuseppe Colombo (filosofo)
Giuseppe Colombo (Milano, 1950) è un filosofo italiano. 
Docente presso l'Università Cattolica del Sacro Cuore di Milano, è autore di studi sulla storia della filosofia italiana (si è occupato di Antonio Rosmini, Piero Martinetti e Galvano Della Volpe) e sulla filosofia cristiana (Anselmo d'Aosta e Rosmini stesso), oltre che di contributi nei campi della metafisica e dell'antropologia.

## Opere
- Della Volpe premarxista. L'attualismo e l'estetica, Studium, Roma 1979.
- Scienza e morale nel marxismo di Galvano Della Volpe, CUSL, Milano 1983.
- Pietra angolare. Introduzione all'insegnamento sociale della Chiesa, CUSL-Centro Toniolo, Milano-Verona 1983.
- Conoscenza di Dio e antropologia, Massimo, Milano 1988.
- Ontologismo e trascendenza di Dio. Note a proposito di una recente teoria, in "Rivista di filosofia neoscolastica", anno LXXXI, luglio-settembre 1989, pp. 478-491.
- Introduzione al pensiero di sant'Anselmo d'Aosta, Mursia, Milano 1990.
- Piero Martinetti. I maestri in persona, "Rivista di filosofia neoscolastica" anno LXXXVIII, gennaio-marzo 1996, n. 1, pp. 35-94.
- Il cristianesimo di Kierkegaard e la modernità, in "Per la filosofia", anno XIII, n. 38, settembre-dicembre 1996, pp. 50-57.
- La svolta antropologica in Antonio Rosmini: il Cristo centro di convergenza totale, in "Per la filosofia", anno XIV, n.41, settembre-dicembre 1997, pp. 17-25.
- La correttezza dei nomi nel Cratilo di Platone, in AA.VV., Le origini del linguaggio (a cura di Celestian Milani), Demetra, Verona 1999 pp. 61-78.
- Il riordino dei cicli scolastici, in "Quaderno di Iter", supplemento al n. 6 di "Iter Scuola cultura società", settembre-dicembre 1999, pp. 35-38.
- La filosofia come soteriologia: L'avventura spirituale e intellettuale di Piero Martinetti, Vita e Pensiero, Milano 2005.
- Il giusto prezzo della felicità, Edizioni ISU-Università Cattolica, Milano 2005.
- Antropologia ed etica, EDUCatt, Milano 2011.